# Paradisanthus
Paradisanthus es un género con cuatro especies de orquídeas originarias de  Brasil.

## Descripción
Paradisanthus es una especie intermedia entre Zygopetalum y Promenaea. El aspecto general de la planta es muy parecido a Zygopetalum, pero mucho más pequeña. Sus pseudobulbos son pequeños y cortos, inicialmente ocultos por vainas del pseudotallo de la hoja en formación. Tiene una o dos hojas herbáceas apicales, ligeramente nervadas, lineares a lanceoladas, lisas, acanaladas. La inflorescencia es recta y racemosa, excepcionalmente presenta una o dos ramas laterales y brotes en la axila de vainas que protegen a los pseudobulbos. Las numerosas y pequeñas flores son de color verde,  se abren espaciada y sucesivamente durante varias semanas.
Los sépalos y pétalos son acumidados y de un formato similar y más o menos planos, los sépalos más grandes que los pétalos. Tiene un labio versátil unguiculado corto y estrecho, saquiforme en la base, lobulado, con lóbulos laterales pequeños, casi aurículas en la base conectada al callo duro. La columna es delgada y corta con la extensión pediforme. La antera es terminal, y contiene cuatro polinias cerosas.

## Distribución y hábitat
Paradisanthus cuenta con sólo cuatro especies de hábitos terrestres y de crecimiento cespitoso, que prosperan en los bosques secos y escasos o en prados entre restos de vegetales, donde el sol penetra hasta el suelo, se encuentra desde el sur de Bahía hasta Rio Grande do Sul. Su centro de dispersión es Serra do Mar.

## Evolución, filogenia y taxonomía
Fue propuesto por Heinrich Gustav Reichenbach en 1852, que designa a Paradisanthus bahiensis Rchb.f. como la especie tipo y publicado en Botanische Zeitung. Berlin 10: 930.

## Etimología
El nombre del género proviene del griego paradeisos, el paraíso, y anthos, flor, o flor del paraíso, con referencia a la belleza de las flores este género que, por supuesto, parece una exageración.

## Especies
- Paradisanthus bahiensis Rchb.f. (1852)
- Paradisanthus micranthus (Barb.Rodr.) Schltr. (1918)
- Paradisanthus mosenii Rchb.f. (1881)
- Paradisanthus neglectus Schltr. (1918)